# Abuduaini Tuergong
Abuduaini Tuergong (* 16. Juni 1997 in Shufu) ist ein chinesischer Leichtathlet, der sich auf den Diskuswurf spezialisiert hat und aktuell Inhaber des Landesrekordes ist. 2023 wurde er in Bangkok und 2025 in Gumi Asienmeister.

## Sportliche Laufbahn
Erste internationale Erfahrungen sammelte Abuduaini Tuergong im Jahr 2023, als er bei den Asienmeisterschaften in Bangkok mit einer Weite von 61,19 m auf Anhieb die Goldmedaille im Diskuswurf gewann. Im Oktober nahm er an den Asienspielen in Hangzhou mit derselben Weite die Bronzemedaille hinter den Iranern Hossein Rasouli und Ehsan Hadadi. 2025 steigerte er den chinesischen Landesrekord in Chengdu auf 65,35 m und löste damit Li Shaojie als Rekordhalter ab. Ende Mai verteidigte er bei den Asienmeisterschaften in Gumi mit 63,47 m seinen Titel.
In den Jahren 2021, 2023 und 2024 wurde Tuergong chinesischer Meister im Diskuswurf.